# The Chocolate Watchband
The Chocolate Watchband es una banda de "garage rock" estadounidense con base en California. La agrupación, formada en 1965, ha experimentado muchos cambios de alineación. Su principal influencia musical son los Rolling Stones.
La agrupación firmó contrato con Tower Records en 1966 y lanzó su primer sencillo, "Sweet Young Thing", en 1967. Ese mismo año vio la luz su primer álbum No Way Out. Pese a que el álbum pasó sin pena ni gloria, fue un impulso para la agrupación para seguir dando presentaciones en su natal San José, donde se convirtieron en favoritos de la audiencia. En 1968, su segundo trabajo, The Inner Mystique, incluía la canción más reconocida de la agrupación: "I'm Not Like Everybody Else". En 1969 lanzaron al mercado su última producción: One Step Beyond, para luego separarse en 1970. La agrupación se reunió en 1999.

## Discografía

### Sencillos
- "Sweet Young Thing" b/w "It's All Over Now, Baby Blue" (1966)
- "Misty Lane" b/w "She Weaves a Tender Trap" (1967)
- "Are You Gonna Be There (At the Love-In)" b/w "No Way Out" (1967)

### Estudio
- No Way Out (1967)
- The Inner Mystique (1968)
- One Step Beyond: (1969)
- Get Away (2000)
- At the Love-In Live! (2001)

### Compilados
- The Best of the Chocolate Watchband (1983)
- Forty Four (1984)
- Melts in Your Brain...Not On Your Wrist! (2005)